# Leyendas de México
Leyendas de México é uma telenovela mexicana, produzida pela Televisa e exibida em 1968 pelo Telesistema Mexicano.

## Elenco
- Jacqueline Andere
- Guillermo Aguilar
- Carlos Bracho
- Pilar Sen
- Malena Doria
- Angélica María
- Enrique Lizalde
- Augusto Benedico
- Miguel Manzano
- Luis Gimeno
- Alicia Montoya
- Elsa Aguirre
- Hortensia Santoveña
- Ricardo Mondragón
- Socorro Avelar
- Daniel Villagrán
- Armando Acosta
- Blanca de Lyz
- Héctor Carlos Flores
- Ernesto Alonso
- Blanca Sánchez
- Fernando Mendoza
- Celia Manzano
- José Alonso
- José Baviera
- Miguel Macía
- Miguel Suárez
- Emily Cranz
- Lorenzo de Rodas
- Carlos Ancira
- Emma Roldán
- Raúl Dantes
- Felipe Gil
- Ada Carrasco
- Eduardo Alcaraz
- René Molina
- Julia Marichal